# District de Léventine
Le district de Leventine est un district du canton du Tessin en Suisse.
Le district compte 8 communes. Son chef-lieu est Faido.

## Communes
| Nom       | Cercle communal | N° OFS | Population (décembre 2023) |
| --------- | --------------- | ------ | -------------------------- |
| Airolo    | Airolo          | 5061   | +001 464,                  |
| Bedretto  | Airolo          | 5063   | +000101,                   |
| Dalpe     | Quinto          | 5071   | +000181,                   |
| Faido     | Faido           | 5072   | +002 753,                  |
| Giornico  | Giornico        | 5073   | +001 694,                  |
| Personico | Giornico        | 5076   | +000309,                   |
| Pollegio  | Giornico        | 5077   | +000854,                   |
| Quinto    | Quinto          | 5079   | +001 324,                  |
| Total     | Total           | Total  | +008 680,                  |